# Los Organos

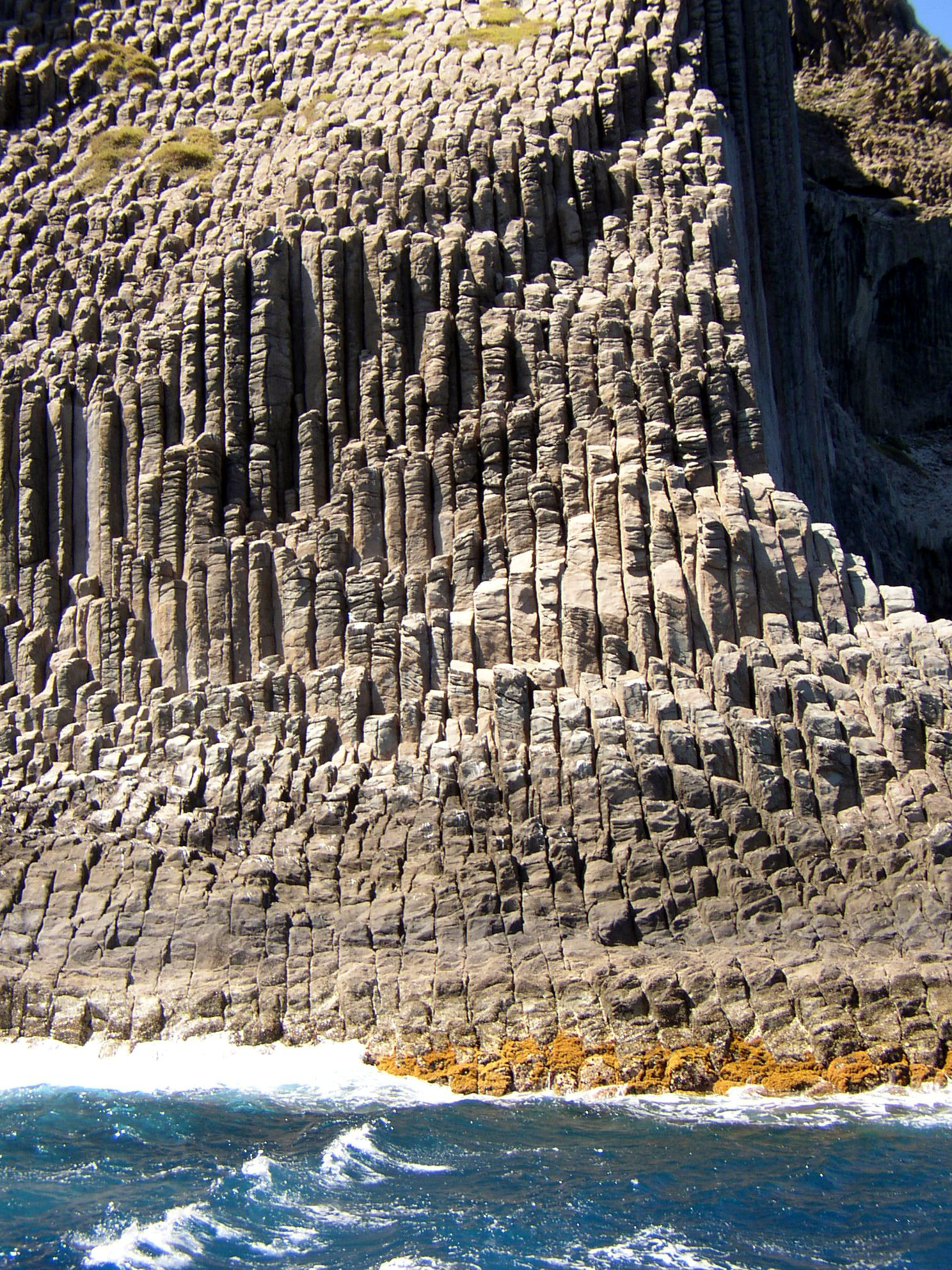
Los Órganos

Los Órganos (en français : les Orgues) est le nom de falaises basaltiques de l'île de La Gomera dans les îles Canaries.

## Situation
Le site de Los Órganos se situe sur la côte nord-ouest de l'île de La Gomera dans la commune de Vallehermoso. Le bateau est l'unique moyen pour se rendre à proximité du site et d'y observer ces falaises.

## Description
Les falaises élancées surgissent de la mer et se dressent sur une hauteur impressionnante semblant défier les éléments. En effet, elles atteignent une hauteur de 80 mètres et une largeur de 175 mètres.
Au fil du temps, l'érosion des roches superficielles de lave a fait apparaître des milliers de piliers de basalte sous forme de prismes polygonaux de plus d'un mètre de large faisant penser aux tuyaux d'un orgue géant.
Los Órganos est le site basaltique le plus représentatif[En quoi ?] et le plus spectaculaire des îles Canaries.
Ces formes polygonales de basalte ressemblent beaucoup à la Chaussée des Géants située en Irlande du Nord. Ce sont des orgues basaltiques.